# チャーチ・クリーネ順序数
集合論において、チャーチ・クリーネ順序数（チャーチ・クリーネじゅんじょすう、Church–Kleene ordinal）{\displaystyle \omega _{1}^{\mathrm {CK} }} とは、アロンゾ・チャーチとスティーヴン・コール・クリーネから名付けられた巨大可算順序数の一種である。再帰順序数全体の集合であり、最小の非再帰順序数である。また、超算術的である最初の順序数であり、ω よりも大きい最初の許容順序数である。
巨大数論において、チャーチ・クリーネ順序数を急増加関数に与えることによってビジービーバー関数を近似できるとされている。